# Piratas del Caribe: en el fin del mundo (videojuego)
Pirates of Caribbean: At World's End es un videojuego desarrollado por Disney Interactive Studios y por Eurocom. El juego trata de las aventuras de nuestro heroico trío: Jack Sparrow, Will Turner y Elizabeth Swann. A este trío más tarde se le unirá el antes difunto Héctor Barbossa y Tía Dalma, solo que la última no lucha en el juego, salvo en el Modo Desafío. El juego esta orientado en la segunda entrega y la tercera, desde la leyenda de un cofre que contiene el corazón de Davy Jones hasta la lucha final contra el Holandés Errante. 
En el juego no solo deberemos luchar para avanzar, podremos interactuar con objetos que nos ayudarán a luchar contra los oponentes (por ejemplo, encender un barril de pólvora, liberar prisioneros, hacer caer arañas del techo, incluso hacer trampa en el combate arrojando a nuestros oponentes bombas, dagas o dispararles con nuestro trabuco) e incluso bajar por una soga sujetándonos con ambas manos a nuestro sable.
En el juego aparece algo llamado «Jackanismo». El Jackanismo es cuando en medio de una lucha, aparece una secuencia de botones que debemos oprimir para luchar al estilo «Jack Sparrow» y para desbloquear otros personajes o talismanes. 
Otra característica que tiene el juego es de poder participar en juegos de cartas (en el juego llamado «Póker Pirata») y dados (en el juego llamado «Dados Piratas»), apostando el dinero que vayamos recolectando.

## Sinopsis
La historia da inicio con Jack Sparrow encarcelado y a punto de ser ejecutado. De repente aparece el Capitán Teague, quién le libera y le entrega su sable. Jack escapa de la prisión, y en el camino consigue el dibujo de una extraña llave.  
Teague envía a Jack a Port Royal a buscar a Tía Dalma. Jack se dirige al Perla metido en un ataúd, dónde encuentra a Bill Turner el Botas. Éste le recuerda de su deuda con Davy Jones. Jack, aterrorizado, ordena abandonar las aguas de inmediato.
Mientras tanto, Will Turner se dirige a la Isla de Pelegostos a rescatar a Jack, capturado por los nativos. Will rescata a Jack, y se abre camino a través de las oleadas de pelegostos. Will se reencuentra con Jack y luego son perseguidos por los guerreros. Durante su escape se ven obligados a lanzarse al río, dónde Jack queda atorado en un pedazo de puente. Will liquida a los guerreros hasta caer por una cascada. Una vez en mar abierto, el Perla Negra les lleva a Port Royal. Una vez en Port Royal, Jack encuentra a Tía Dalma, quién le dice que debe reunir a los lores piratas antes de que la piratería desaparezca. Jack rescata a uno de los lores allí, y escapa de la ciudad perseguido por los casacas rojas. Pone rumbo a Tortuga, dónde se encontraría Elizabeth Swann, según su padre. 
En su camino se encuentran con el Holandés Errante dirigido por Davy Jones. Jack, quien había oído hablar de la llave de su corazón, envía a Will a buscarla mientras él lucha contra los piratas. Will se encuentra con su padre a bordo del Holandés, a quién le promete rescatarlo.
Una vez en Tortuga, Jack decide buscar a otros dos lores piratas, Señora Ching y Eduardo Villanueva, mientras Will busca a Elizabeth. Jack convence a los dos lores de asistir al cónclave, mientras Will rescata a Elizabeth y al Comodoro James Norrington. Los cuatro parten a Isla Cruces, donde se encuentra el cofre con el corazón de Davy Jones. Una vez que algunos miembros de la tripulación desentierran el cofre, Jack, Will y James pelean por él, hasta que Jack aparentemente logra conseguirlo.
Una vez a bordo del Perla, el Holandés Errante vuelve a aparecer. Jack rompe el frasco que aparentemente lo contiene, para darse cuenta de que en realidad se lo había llevado James. La tripulación del Perla lucha hasta que el viento cambia. Una vez que el Perla se aleja, Jones convoca al Kraken, el cual es repelido con facilidad. Una vez acabada la batalla, Elizabeth distrae a Jack con un beso para esposarlo al Perla. De esa manera, la tripulación escapa y Jack es arrastrado al fondo del mar. 
Norrington el corazón de Davy Jones a Beckett, quién le agradece su acción ascendiéndolo a Almirante. Tía Dalma les dice a Will y Elizabeth que hay una forma de traer a Jack de vuelta, pero necesitarán un mapa, y por supuesto, a Barbossa. Se dirigen a Singapur a pedirle las cartas de navegación a Sao Feng, pero Sao Feng prefiere a Sparrow muerto que cualquier otra cosa, así que inicia una lucha contra sus matones. Will, luego de estar largo tiempo luchando, negocia con Sao Feng que si les entrega las cartas y una nave, podrá vengarse de Sparrow. Las casacas irrumpen, y luego de una batalla, Feng accede. Luego de escapar de Singapur, el barco prestado llega al Fin del Mundo. Barbossa rescata con éxito a Jack, y nuestros cinco héroes se reúnen en el Perla Negra. Tía Dalma le dice a Jack que uno de los lores piratas, Caballero Jocard, está atrapado bajo ellos, y Jack decide ir a rescatarlo. 
Una vez rescatado Jocard, Jack ayuda a la tripulación a regresar a la tierra de los vivos.
Sao Feng y sus matones aparecen en el Emperatriz, para cumplir su venganza contra Sparrow. Luego de una larga lucha, Elizabeth reta a Feng a un duelo. Feng acepta dejar a la tripulación del Perla y quedarse con ella si ella gana. Elizabeth aborda el barco de Feng, y lucha contra él, ganando el duelo. Pero un cañonazo proveniente del Holandés mata a Feng, no sin antes de cederle el mando del barco a Elizabeth. Elizabeth defiende su barco del Holandés, pero es capturada por Jones.
El Perla llega a Ciudad Naufragio, dónde Jack acaba con los hombres de Beckett para liberar a los últimos dos lores piratas, mientras Barbossa se las arregla para llegar al Salón Pirata. Allí, Elizabeth es nombrada Reina de los Piratas, y ordena combatir a los hombres de Beckett y Davy Jones.
Tía Dalma toma la forma de la diosa Calipso para crear un maelstrom. Swann lucha contra la tripulación del Holandés tanto en su barco como en el Holandés. Jack y Will luchan contra Davy Jones, cuyo corazón es apuñalado por Will.
Jack acaba con Beckett y sus hombres en el Perla, mientras el Holandés destruye el Endeavour. Will le promete a Elizabeth regresar dentro de diez años, mientras Barbossa le roba a Jack el Perla. Jack se va en un bote con el mapa de la Fuente de la Juventud. Jack más adelante se encuentra con el El Negro Bart.

## Objetos coleccionables
- Pavos: sirven para recuperar tu salud
- Munición de trabuco: sirve para tener más municiones para el trabuco
- Munición de bomba: sirve para tener más bombas
- Bolsas de oro: colecciónalas para obtener puntos extra y apuéstalo a los "juegos de piratas".
- Colgante de cangrejo: te sirven para desbloquear más personajes o talismanes que solo se desbloquean en el Modo Historia.

## Diferencias y coincidencias entre el videojuego y las películas

### Diferencias
- No se muestra que el Gobernador Swann muere.
- No se los muestra a Pintel ni a Raggeti pelear también por el cofre. Ni siquiera aparecen en el videojuego, solo se los puede controlar en el modo Desafío.
- Cotton, el tripulante mudo que tiene un loro que habla por él, aparece en el juego. No aparece en el modo Historia. Sin embargo, en el modo Desafío no es mudo, habla perfectamente, ni siquiera aparece con su loro característico.
- Y hablando de "animales característicos que no aparecen", tampoco aparece Jackie, el mono de Barbossa.
- No se muestra el terrible viaje que atravesó el barco para llegar al Fin del Mundo, solo una fuerte tormenta y la gran cascada. (En la película también casi se congelan todos en una parte).
- No se muestra que el "Perla Negra" permaneció largo rato bajo el agua para volver a la "tierra de los vivos".
- En la película, Barbossa hace un ritual para liberar a Calipso de su forma mortal (que además es completado por Raggeti al hablarle a Calipso con «tono de amante»). En el juego solo grita: «"¡Te libero de esta forma humana! ¡Libérate y transfórmate en la diosa Calipso!"». También, en la película, es Will quien hace que Calipso desate su furia sobre "El Holandés Errante", en vez de Barbossa como se muestra en el juego.
- Jack, en el juego, está en la cubierta del "Perla" cuando se encuentra con "Bill el Botas". En la película, ellos se encuentran en la bodega del "Perla".
- El Capitán Teague, a pesar de ser el padre de Jack, no menciona ningún trato paternal hacia su hijo.
- No se muestra que, luego de que Norrington entrega a Beckett el corazón de Davy Jones, se convierte en almirante.
- No se muestra que, luego de que Davy Jones muere, la maldición sobre la tripulación del "Holandés" se revierte, volviendo todos a ser "humanos".
- En la película, luego de que el corazón de Davy Jones es apuñalado y muere, el cuerpo de Davy Jones cae al mar tragado por el remolino. En el juego, Davy Jones solo cae muerto al piso.
- No se menciona el amor que hay entre Calipso y Davy Jones, razón por la cual el último toca tristes y horroríficas sinfonías en su órgano y tiene una caja de música, con una triste melodía también.
- En la película, Barbossa decide no hacer votaciones para elegir a un "Rey Pirata" ya que cada pirata votaría por sí mismo. En esta votación, todos votan por sí mismos, salvo Jack que vota por Elizabeth. En el juego, Jack simplemente vota por la presente a Elizabeth.
- Will encuentra la llave del cofre de Davy Jones bajo los tentáculos de la barba del mismo, y no en su camarote como se muestra en el juego, aunque es cierto que Jones estaba en su camarote.

### Coincidencias
- Advertencia de "Bill el Botas" a Jack sobre la deuda de sangre con Davy Jones.
- En el juego, hay un minijuego llamado "Dados Piratas". Este juego aparece en la segunda película, cuando Will queda varado temporalmente en El Holandés Errante. Este juego, además, en los dos se juega de la misma forma: intentando entre todos los jugadores adivinar cuántos dados con los números iguales hay bajo los cubiletes, o si se cree que un jugador se pasó de la cantidad de dados iguales, se le llama "Mentiroso".
- Reencuentro de Will con su padre en el "Holandés Errante".
- La lucha contra los caníbales.
- Muerte de Jack a manos (o tentáculos) del kraken.
- Aparición del Barbossa devuelto a la vida.
- Reunión de los piratas de las distintas partes de Europa y Asia.
- Combate contra los matones de Sao Feng y, más tarde, con los casacas rojas en Singapur.
- Muerte de Sao Feng, luego de llevarse a "Calipso" (Elizabeth) consigo en su barco.
- Elizabeth se convierte en capitana del "Emperatriz".
- Muerte de James Norrington, solo que en vez de ser vista por nosotros, Elizabeth lo cuenta en una parte del juego.
- Muerte de Davy Jones, al ser apuñalado su corazón por Will, tomando el último su lugar.
- Muerte de Lord Beckett, al ser su barco volado en pedazos.
- Jack, luego de abandonar el "Perla" a la fuerza, se lleva consigo el mapa de la Fuente de la Juventud.
- Una de las submisiones del nivel Tortuga se titula "Abofetear", donde hay que ser abofeteado por los diez viejos romances de Jack. Algo similar ocurre en Piratas del Caribe: en el fin del mundo, cerca del final, cuando las dos viejas novias de Jack le abofetean, y para darle humor a la escena, Jack abofetea a Gibbs.
- Luego de rescatar al Caballero Jocard, se ve claramente, luego del diálogo intermedio, que abandona la escena. Y luego, en el nivel "Ciudad Naufragio", se ve que ha llegado al cónclave. Pero no sabemos cómo llegó, si ni siquiera subió a bordo del "Perla Negra".

## Personajes

### Héroes
- Jack Sparrow
- Will Turner
- Elizabeth Swann
- Héctor Barbossa
- Tía Dalma

### Villanos
- Davy Jones
- Sao Feng (temporalmente)
- Eduardo Villanueva (temporalmente)
- Lord Cutler Beckett
- Alcaide de la prisión
- Lian

## Lugares
- Prisión Fortaleza
- Isla de Pelegostos
- Tortuga
- Port Royal
- Isla de Cruces
- Ciudad Naufragio
- Singapur

## Barcos
- Perla Negra (capitán: Jack Sparrow, y más tarde: Héctor Barbossa)
- Emperatriz (capitán: Sao Feng †, y más tarde: Elizabeth Swann)
- Holandés Errante (capitán: Davy Jones †, y más tarde: Will Turner)
- Endeavour (capitán: Lord Cutler Beckett †)